# Молодіжне (Житомирський район)
Молодіжне — село (до 2010 року — селище) в Україні, у Житомирському районі, Житомирської області. Входить до складу Курненської сільської громади. Населення становить 232 осіб.
В с. Молодіжному працює льонопереробний завод заснований в 1957 році.

## Історія
«Президія Верховної Ради Української РСР постановляє: Присвоїти новозбудованому населеному пункту Червоноармійського району Житомирської області найменування - селище Молодіжне»

## Населення

### Мова
Розподіл населення за рідною мовою за даними перепису 2001 року:
| Мова       | Кількість | Відсоток |
| ---------- | --------- | -------- |
| українська | 227       | 97.84%   |
| російська  | 5         | 2.16%    |
| Усього     | 232       | 100%     |